# Abbots Barton
Abbots Barton var en civil parish från 1894 till 1985 då den blev en del av Headbourne Worthy, i distriktet Winchester, i grevskapet Hampshire, i England. Civil parish hade 25 invånare år 1971.